# Боббі Робсон
Сер Роберт Вільям «Боббі» Робсон (англ. Sir Robert William Robson; 18 лютого 1933 — 31 липня 2009) — англійський футболіст і тренер, зокрема головний тренер збірної Англії. За час кар'єри футболіста він зіграв 20 матчів за збірну Англії і забив чотири голи. Пост головного тренера англійської команди Робсон займав з 1982 по 1990 рік.
Бувши гравцем, Робсон виступав за англійські клуби «Фулгем» і «Вест-Бромвіч Альбіон». Тренерську кар'єру він почав 1968 року, очоливши «Фулгем». З 1969 по 1982 рік Робсон був головним тренером «Іпсвіч Таун» і виграв з цим клубом Кубок Англії і Кубок УЄФА.
Збірну Англії Робсон очолив після чемпіонату світу 1982 року. Під керівництвом Робсона англійці вийшли в 1/4 фіналу ЧС-1986 і в півфінал ЧС-1990.
Після чемпіонату світу в Італії Робсон відновив клубну кар'єру і працював з голландським ПСВ, португальськими «Спортінгом» і «Порту», іспанською «Барселоною» і англійським «Ньюкасл Юнайтед».
Робсон перемагав у чемпіонаті Нідерландів, чемпіонаті Португалії, Кубку Португалії і Кубку Іспанії. 1997 року він привів «Барселону» до перемоги в Кубку володарів Кубків. Останнім місцем роботи Робсона стала збірна Ірландії, де у 2006—2007 рр. він виконував функції консультанта.
2002 року за досягнення у футболі Боббі Робсон був удостоєний лицарського титулу. Включений до Зали слави англійського футболу і був почесним президентом клубу «Іпсвіч Таун».
Колишній футболіст і головний тренер збірної Англії сер Бобі Робсон помер 31 липня 2009 у віці 76 років. Останнім часом Робсон хворів на рак.

## Статистика виступів

### Статистика клубних виступів
| Сезон                   | Команда                 | Чемпіонат               | Чемпіонат | Чемпіонат | Національний кубок | Національний кубок | Національний кубок | Разом | Разом |
| Сезон                   | Команда                 | Ліга                    | Ігор      | Голів     | Ліга               | Ігор               | Голів              | Ігор  | Голів |
| ----------------------- | ----------------------- | ----------------------- | --------- | --------- | ------------------ | ------------------ | ------------------ | ----- | ----- |
| 1950–51                 | «Фулгем»                | 1Д                      | 1         | 0         | -                  | -                  | -                  | 1     | 0     |
| 1951–52                 | «Фулгем»                | 1Д                      | 16        | 3         | -                  | -                  | -                  | 16    | 3     |
| 1952–53                 | «Фулгем»                | 2Д                      | 35        | 19        | КА                 | 1                  | 0                  | 36    | 19    |
| 1953–54                 | «Фулгем»                | 2Д                      | 33        | 13        | КА                 | 1                  | 1                  | 34    | 14    |
| 1954–55                 | «Фулгем»                | 2Д                      | 42        | 23        | КА                 | 1                  | 0                  | 43    | 23    |
| 1955–56                 | «Фулгем»                | 2Д                      | 25        | 10        | КА                 | 2                  | 0                  | 27    | 10    |
| 1955–56                 | «Вест-Бромвіч Альбіон»  | 1Д                      | 10        | 1         | -                  | -                  | -                  | 10    | 1     |
| 1956–57                 | «Вест-Бромвіч Альбіон»  | 1Д                      | 39        | 12        | КА                 | 2                  | 1                  | 41    | 13    |
| 1957–58                 | «Вест-Бромвіч Альбіон»  | 1Д                      | 41        | 24        | КА                 | 7                  | 3                  | 48    | 27    |
| 1958–59                 | «Вест-Бромвіч Альбіон»  | 1Д                      | 29        | 4         | КА                 | 1                  | 1                  | 30    | 5     |
| 1959–60                 | «Вест-Бромвіч Альбіон»  | 1Д                      | 41        | 6         | КА                 | 3                  | 0                  | 44    | 6     |
| 1960–61                 | «Вест-Бромвіч Альбіон»  | 1Д                      | 40        | 5         | КА                 | 1                  | 0                  | 41    | 5     |
| 1961–62                 | «Вест-Бромвіч Альбіон»  | 1Д                      | 39        | 4         | КА                 | 4                  | 0                  | 43    | 4     |
| Разом за «Вест-Бромвіч» | Разом за «Вест-Бромвіч» | Разом за «Вест-Бромвіч» | 239       | 56        |                    | 18                 | 5                  | 257   | 61    |
| 1962–63                 | «Фулгем»                | 1Д                      | 34        | 1         | КА+КФЛ             | 2+2                | 1+0                | 38    | 2     |
| 1963–64                 | «Фулгем»                | 1Д                      | 39        | 1         | КА+КФЛ             | 2+1                | 0+0                | 42    | 1     |
| 1964–65                 | «Фулгем»                | 1Д                      | 42        | 1         | КА+КФЛ             | 2+3                | 0+1                | 47    | 2     |
| 1965–66                 | «Фулгем»                | 1Д                      | 36        | 6         | КФЛ                | 3                  | 0                  | 39    | 6     |
| 1966–67                 | «Фулгем»                | 1Д                      | 41        | 0         | КА+КФЛ             | 3+3                | 0+0                | 47    | 0     |
| Разом за «Фулгем»       | Разом за «Фулгем»       | Разом за «Фулгем»       | 344       | 77        |                    | 26                 | 3                  | 370   | 80    |
| Разом за кар'єру        | Разом за кар'єру        | Разом за кар'єру        | 583       | 133       |                    | 44                 | 8                  | 627   | 141   |

### Статистика виступів за збірну
| Дата       | Місто      | Господарі         | Результат | Гості             | Турнір             | Голи | Примітки |
| ---------- | ---------- | ----------------- | --------- | ----------------- | ------------------ | ---- | -------- |
| 27-11-1957 | Лондон     | Англія            | 4 – 0     | Франція           | товариський матч   | 2    |          |
| 18-5-1958  | Москва     | СРСР              | 1 – 1     | Англія            | товариський матч   | -    |          |
| 8-6-1958   | Гетеборг   | СРСР              | 2 – 2     | Англія            | ЧС 1958 - 1-й етап | -    |          |
| 11-6-1958  | Гетеборг   | Бразилія          | 0 – 0     | Англія            | ЧС 1958 - 1-й етап | -    |          |
| 15-6-1958  | Бурос      | Австрія           | 2 – 2     | Англія            | ЧС 1958 - 1-й етап | -    |          |
| 15-5-1960  | Мадрид     | Іспанія           | 3 – 0     | Англія            | товариський матч   | -    |          |
| 22-5-1960  | Будапешт   | Угорщина          | 2 – 0     | Англія            | товариський матч   | -    |          |
| 8-10-1960  | Белфаст    | Північна Ірландія | 2 – 5     | Англія            | Домашній чемпіонат | -    |          |
| 19-10-1960 | Люксембург | Люксембург        | 0 – 9     | Англія            | Відбір до ЧС 1962  | -    |          |
| 26-10-1960 | Лондон     | Англія            | 4 – 2     | Іспанія           | товариський матч   | -    |          |
| 23-11-1960 | Лондон     | Англія            | 5 – 1     | Уельс             | Домашній чемпіонат | -    |          |
| 15-4-1961  | Лондон     | Англія            | 9 – 3     | Шотландія         | Домашній чемпіонат | 1    |          |
| 10-5-1961  | Лондон     | Англія            | 8 – 0     | Мексика           | товариський матч   | 1    |          |
| 21-5-1961  | Лісабон    | Португалія        | 1 – 1     | Англія            | Відбір до ЧС 1962  | -    |          |
| 24-5-1961  | Рим        | Італія            | 2 – 3     | Англія            | товариський матч   | -    |          |
| 28-9-1961  | Лондон     | Англія            | 4 – 1     | Люксембург        | Відбір до ЧС 1962  | -    |          |
| 14-10-1961 | Кардіфф    | Уельс             | 1 – 1     | Англія            | Домашній чемпіонат | -    |          |
| 25-10-1961 | Лондон     | Англія            | 2 – 0     | Португалія        | Відбір до ЧС 1962  | -    |          |
| 22-11-1961 | Лондон     | Англія            | 1 – 1     | Північна Ірландія | Домашній чемпіонат | -    |          |
| 9-5-1962   | Лондон     | Англія            | 3 – 1     | Швейцарія         | товариський матч   | -    |          |
| Усього     |            | Матчів            | 20        |                   | Голів              | 4    |          |

## Тренерські досягнення
Іпсвіч Таун
- Кубок Англії (1): 1977–78
- Кубок УЄФА (1): 1980–81

ПСВ
- Ередивізі (2): 1990–91, 1991–92
- Суперкубок Нідерландів (1): 1998

Порту
- Прімейра-Ліга (2): 1994–95, 1995–96
- Кубок Португалії (1): 1993–94
- Суперкубок Португалії (2): 1993, 1994

Барселона
- Кубок Іспанії (1): 1996–97
- Суперкубок Іспанії (1): 1996
- Кубок володарів кубків (1): 1996–97